# Палеонтологічний заповідник Ченцзян
Палеонтологічний заповідник Ченцзян (кит.: 武夷山脉, піньінь: Chéngjiāng dòngwùqún) — зразки еволюційної біології часів кембрійського періоду, що розташовані в китайській провінції Юньнань, що дає уявлення про морську екосистему більш ніж 530 млн років тому і має важливе значення для палеонтології. У 2012 році включено до Всесвітньої спадщини ЮНЕСКО.

## Опис
Загальна площа становить 512 га. Розташовані в окрузі Ченцзян. Тут одне з зі значущих місць, де виявлені скам'янілості цілісної форми викопних тварин (так званні мяотаньшанські сланці — в багато в чому аналогічні берджеським сланцям) часів кембрійського вибуху (525–520 млн років тому). Отримала назву «фауна Ченцзян».
Переважно представлені зразки морських істот (хребетних і безхребетних тварин) нижньою кембрія з максимальною деталізацією. Виявлено 196 видів з 16 родів. Більшість з них знаходяться в чудовому стані. Добре збереглися викопні відмінні якості, зокрема м'які та тверді тканини скелетних тварин і широкий спектр організмів, чиє тіло було повністю м'яким. Майже усі види м'якотілих тварин Ченцзяна не представлені в інших місцях планети. Особливий інтерес викликають рештки членистоногих Naraoia і Yunnanozoon.

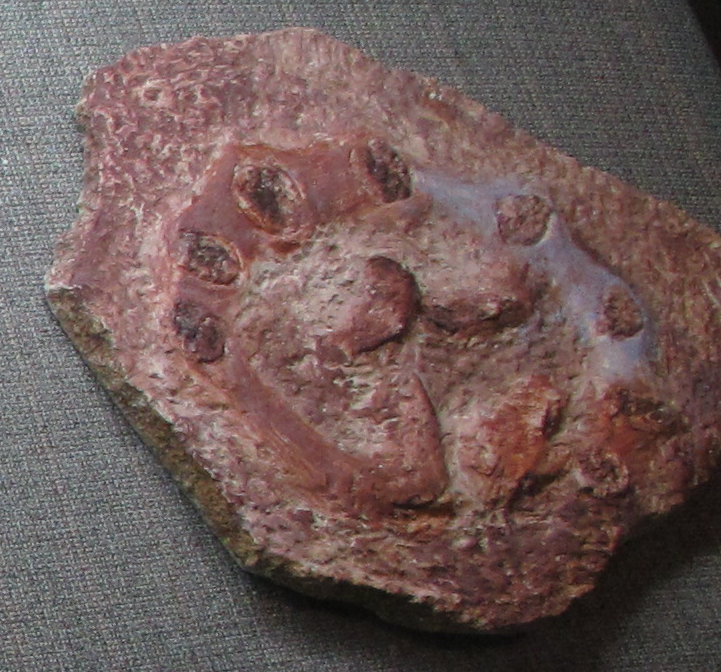
Microdictyon sinicum
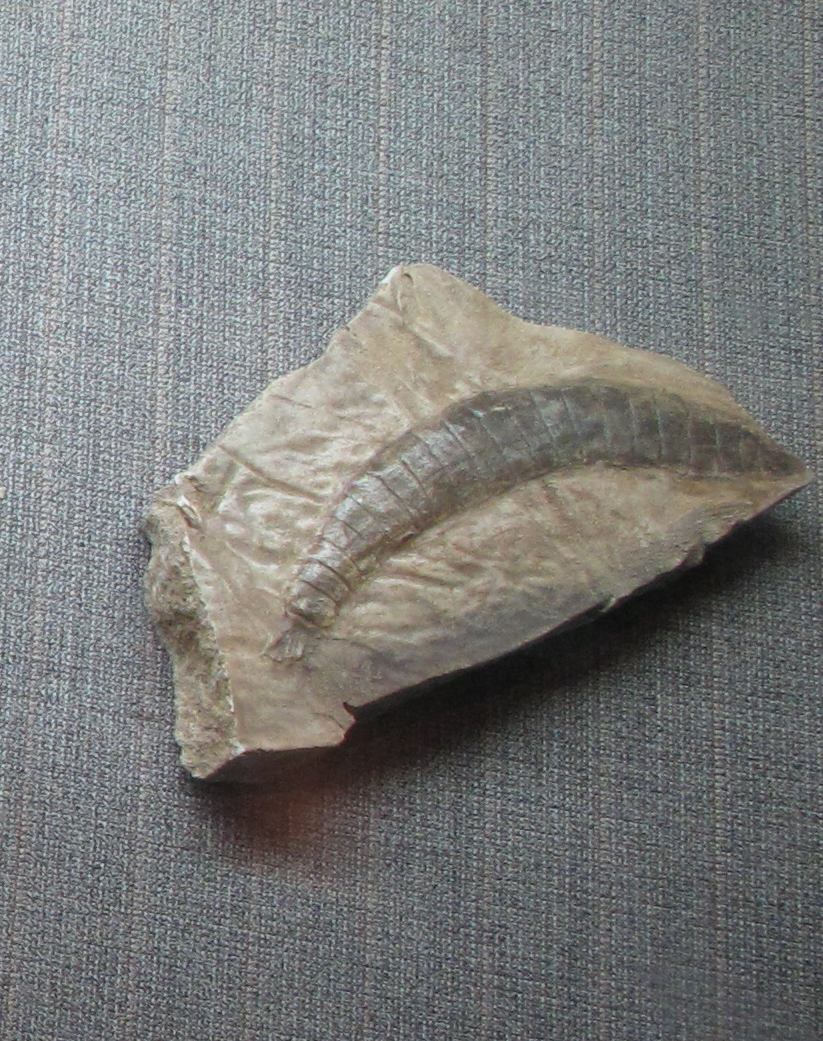
Naraoia longicaudata
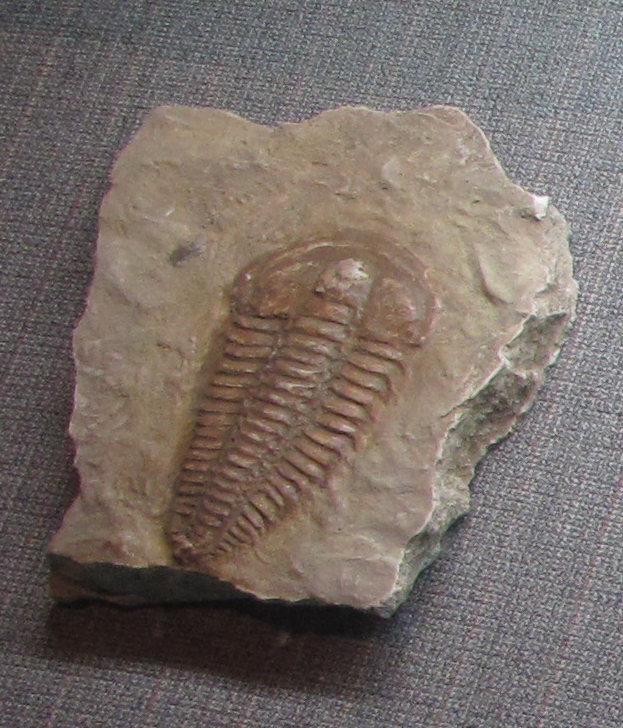
Yunnanocephalus yunnanensis
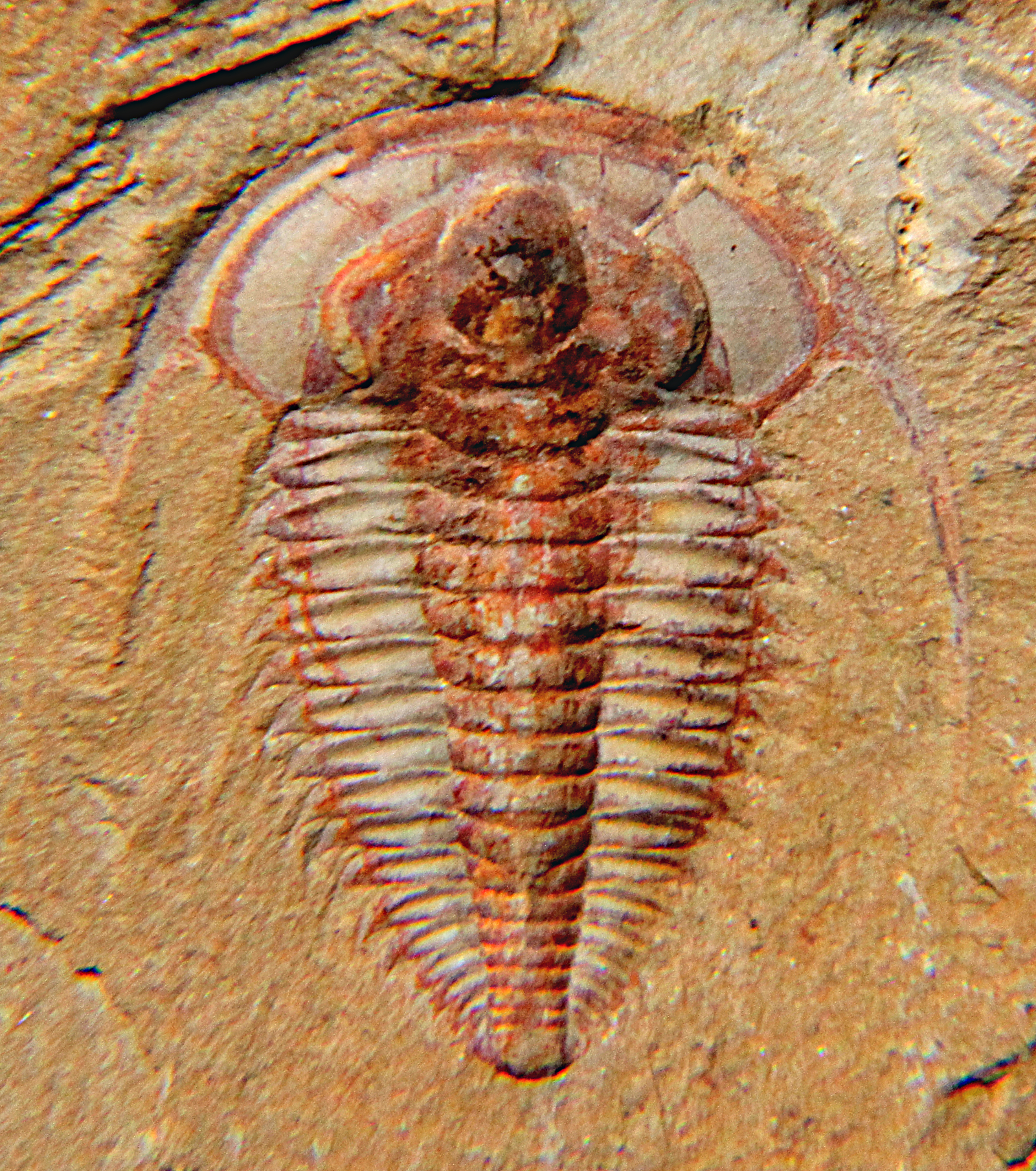
Eoredlichia intermedia

## Історія
Вперше були знайдені й описані у 1912 році. У зв'язку з революцією, громадянськими війнами, китайсько-японськими війнами, культурною революцією на тривалий час про цю знахідку забули. Відновлення дослідження відбулося лише у 1984 році. Завдяки зусиллям вчених протягом 2003–2008 років поблизу були закриті усі гірничодобувні підприємства (зокрема з добування фосфатів), в результаті було збережено знахідки.
У 2012 році на 36-й сесії у Санкт-Петербурзі (Російська Федерація) заповідник Чецзян було внесено до переліку всесвітньої спадщини ЮНЕСКО. Натепер дослідження на території заповідника тривають.